# Piercia eviscerata
Piercia eviscerata är en fjärilsart som beskrevs av W. Warren 1914. Piercia eviscerata ingår i släktet Piercia och familjen mätare. Inga underarter finns listade i Catalogue of Life.